# Ludwig Karl Georg Pfeiffer
Pour les articles homonymes, voir Pfeiffer.
Ludwig Karl Georg Pfeiffer est un médecin, un botaniste et un malacologiste prussien, né le 4 juillet 1805 à Cassel et mort le 2 octobre 1877 dans cette même ville.

## Biographie
Il étudie la médecine à Göttingen et à Marbourg de 1821 à 1825 avant de venir exercer à Cassel en 1826. En 1831, il sert comme médecin dans l’armée polonaise à Lazienki et à Povonsk puis à l’hôpital Alexandre de Varsovie. En 1838-1839, il fait un voyage à Cuba durant lequel, ainsi que durant d’autres voyages en Europe, il constitue une riche collection d’histoire naturelle. Il s’intéresse particulièrement aux cactées et aux mollusques. Pfeiffer traduit en allemand des œuvres de Philippe Pinel (1745-1826).

## Liste partielle des publications
- Beschreibung und Synonymik der in deutschen Gärten lebend vorkommenden Cacteen... (L. Öhmigke, Berlin, 1837).
- Enumeratio Diagnostica Cactearum, 1837.
- Symbolae ad historiam Heliceorum (T. Fischeri, Cassel, 1841-1846).
- Die Gattungen Daudebardia, Simpulopsis, Vitrina und Succinea (Bauer et Raspe, Nuremberg, 1846).
- Die gedeckelten Lungenschnecken (helicinacea et cyclostomacea) in Abbildungen nach der Natur (deux volumes, Bauer et Raspe, Nuremberg, 1846).
- Die Schnirkelschnecken (Gattung Helix) in Abbildungen nach der Natur, mit Beschreibungen (deux parties en un volume, Bauer et Raspe, Nuremberg, 1846) — ces trois derniers volumes font partie de Neues systematisches Conchylien-Cabinet de Friedrich Wilhelm Martini (1729-1778) et de Johann Hieronymus Chemnitz (1730-1800).
- Flora von Niederhessen und Münden. Beschreibung aller im Gebiete wildwachsenden und im grossen angebauten Pflanzen (T. Fischer, Cassel, 1847).
- Monographia heliceorum viventium, sistens descriptiones... omnium hujus familiae generum et specierum... (huit volumes, F.A. Brockhaus, Leipzig, 1848 à 1877).
- Novitates conchologicae. Series I-V. Mollusca extramarina (cinq volumes, T. Fischer, Cassel, de 1854 à 1879).
- Catalogue of phanero-pneumona or terrestrial operculated mollusca in the collection of the British Museum (Woodfall et Kinder, Londres, 1855).
- Monographia auriculaceorum viventium... Accedente proserpinaceorum necnon generis Truncatellae historia (T. Fischer, Cassel, 1856).
- Catalogue of Auriculidae. Proserpinidae and Truncatellidae in the collection of the British Museum (Taylor et Francis, 1857).
- Die Familie der Venusmuscheln, Veneracea, nebst einen Anhange enthaltend die Chemnitz'schen Lucinen, Galaten und Corbis (Bauer et Raspe, Nuremberg, 1869) — édité dans la série Systematisches Conchylien-Cabinet von Martini und Chemnitz.
- Synonymia botanica locupletissima generum, sectionum vel subgenerum ad finem anni 1858 promulgatorum (deux volumes, T. Fischer, Cassel, 1870-1874).
- Nomenclator botanicus. Nominum ad finem anni 1858 publici juris factorum, classes, ordines, tribus, familias, divisiones, genera, subgenera vel sectiones designantium enumeratio alphabetica. Adjectis auctoribus, temporibus, locis systematicis apud varios, notis literariis atque etymologicis et synonymis (deux tomes en quatre volumes, T. Fischer, Cassel, 1873-1874).
- Nomenclator heliceorum viventium quo continentur nomina omnium hujus familiae generum et specierum hodie cognitarum disposita ex affinitate naturali (édition posthume, T. Fischer, Cassel, 1881).